# リーズ・ノブレ

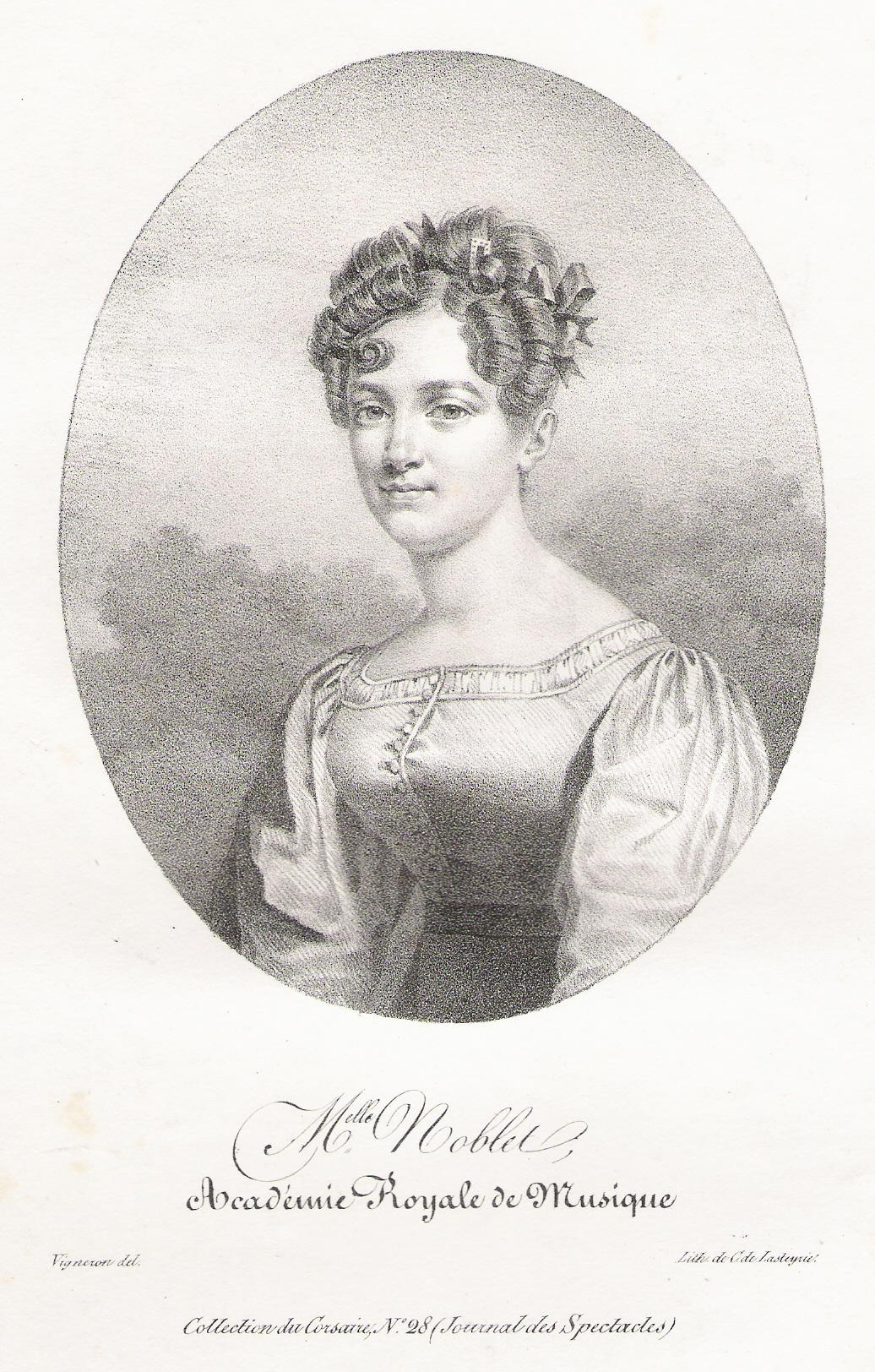
リーズ・ノブレ（1835年頃）

リーズ・ノブレ（Lise Noblet、1801年11月24日 - 1852年9月）は、フランスのバレエダンサーである。パリ・オペラ座で活躍した彼女はバレエやオペラの舞踊シーンに重要な役でしばしば出演し、バレエ『ラ・シルフィード』（1832年）のエフィ役の初演者として知られる。

## 生涯
本名をマリー＝エリザベット・ノブレ（Marie-Élisabeth Noblet）といい、1801年にパリで生まれた。パリ・オペラ座のバレエ学校でバレエを学んだ後、1816年にパリ・オペラ座に入団し、高名なバレエダンサー、アルベール（en:Albert (dancer)） の相手役として当時パリ・オペラ座で首席振付家を務めていたピエール・ガルデル（en:Pierre Gardel ）作のパ・ド・ドゥを踊り、ソリストとして活躍するようになった。
1827年、パリ・オペラ座に一人の女性ダンサーが採用された。イタリアとスウェーデンの血を引いたこの女性の名はマリー・タリオーニといい、父フィリッポ・タリオーニの厳しい訓練を受けて高度な舞踊技術を体得していた。マリー・タリオーニの出現によって、ノブレのようなパリ・オペラ座の伝統的な女性ダンサーの影は薄くなったが、彼女はオペラ座に留まった。ノブレはガルデルの後を継いでパリ・オペラ座の首席振付家となったジャン＝ルイ・オーメール（en:Jean-Louis Aumer）の作品に多く出演し、彼が新演出を手掛けたドーベルヴァルの『移り気な小姓』（Le Page inconstant、1823年）、『ラ・フィユ・マル・ガルデ』（1829年）や新作『眠れる森の美女』（1829年）、『マノン・レスコー』（1830年、ジャック・アレヴィ作曲）の初演で踊った。
1828年に初演されたグランド・オペラ『ポルティチの唖娘』（ダニエル＝フランソワ＝エスプリ・オベール作曲、オーメール振付）では、主役フェネッラを演じ、巧みなマイムと舞踊の表現を見せて称賛を受けた。また、フィリッポ・タリオーニの『ラ・シルフィード』（1832年、エフィ役を初演）、『後宮の反乱』（La Révolte au sérail、1833年）、『ドナウの娘』（1836年）の初演にも出演している。
パリ・オペラ座に籍を置くかたわら、1821年から1824年にはロンドンでキングズ劇場に客演して、ロンドンのバレエファンにも親しまれた。ノブレは彼女の忠実な友人であった名高い軍人、ミッシェル・マリエ・クラパレード（en:Michel Marie Claparède、1770年8月28日 - 1842年10月23日）の死の前年にオペラ座を退いた。その後、1852年9月に生地のパリで死去しているが、死去の日付は不明である。